# Big 12 Men’s Tennis Championships 2010

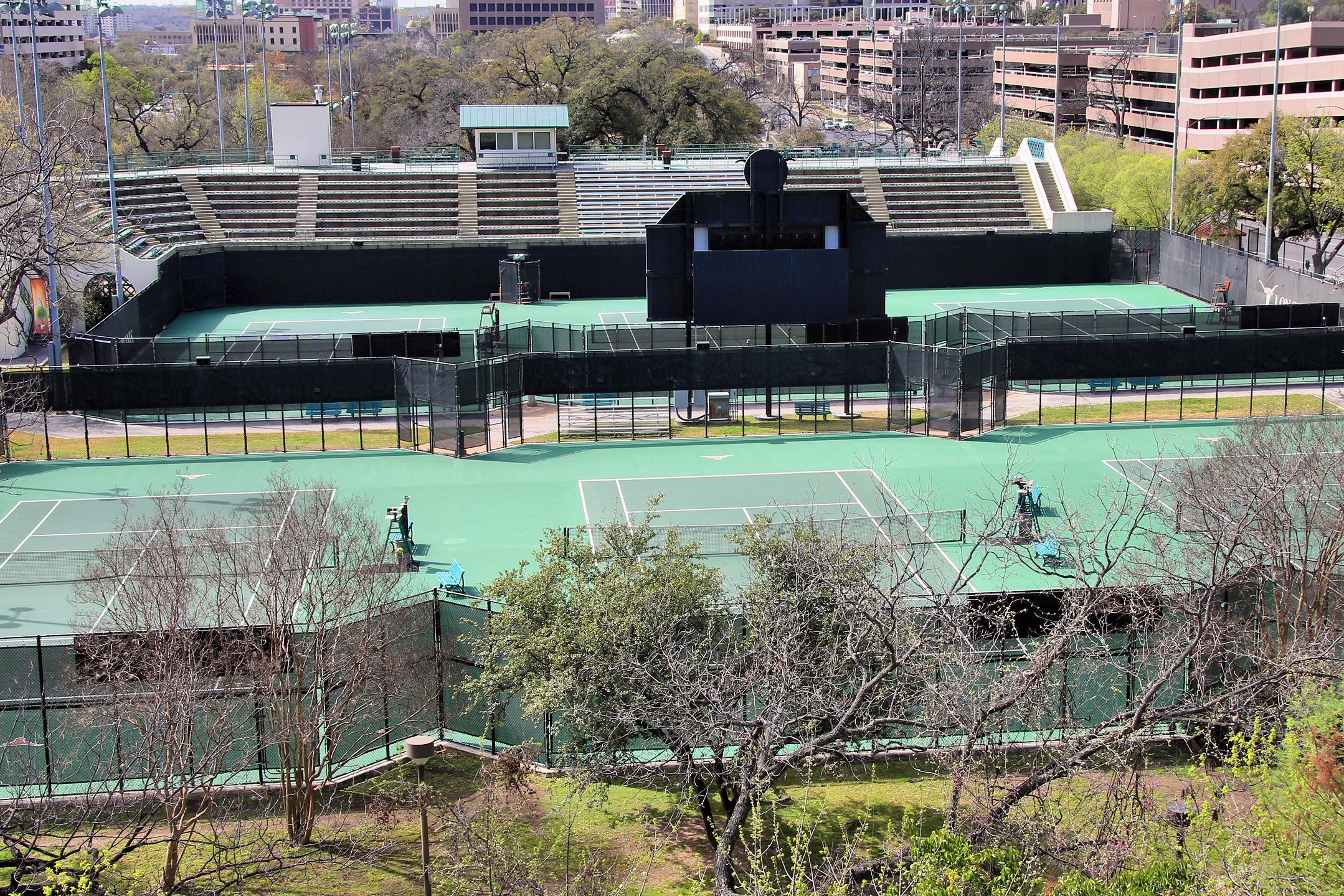
Schauplatz des Turniers: das Penick-Allison Tennis Center

Die Big 12 Tennis Championships der Herren wurden 2010 zum 14. Mal ausgetragen. Gespielt wurde vom 30. April bis zum 2. Mai. Sieger wurde zum vierten Mal in der Geschichte des Wettbewerbs die University of Texas. Diese war auch Gastgeber der Veranstaltung. Schauplatz war das Penick-Allison Tennis Center in Austin, Texas.

## Teilnehmende Mannschaften
An dem Turnier nahmen sieben Universitäten, die zum damaligen Zeitpunkt der Big 12 Conference angehörten, teil. Es war dieselbe Teilnehmerliste wie die der Regular Season.
| Setzliste | Universität               | Teamname               | ITA 1 | Stadt           | Bundesstaat |
| --------- | ------------------------- | ---------------------- | ----- | --------------- | ----------- |
| #1        | University of Texas       | Texas Longhorns        | 3     | Austin          | Texas       |
| #2        | Texas A&M University      | Texas A&M Aggies       | 10    | College Station | Texas       |
| #3        | Baylor University         | Baylor Bears           | 7     | Waco            | Texas       |
| #4        | Texas Tech University     | Red Raiders            | 15    | Lubbock         | Texas       |
| #5        | University of Oklahoma    | Oklahoma Sooners       | 20    | Norman          | Oklahoma    |
| #6        | University of Nebraska    | Nebraska Cornhuskers   | 40    | Lincoln         | Nebraska    |
| #7        | Oklahoma State University | Oklahoma State Cowboys | 49    | Stillwater      | Oklahoma    |

## Turnierverlauf
Die topgesetzte University of Texas erhielt in der ersten Runde ein Freilos.
Die drei Viertelfinalpartien wurden am 30. April ausgetragen. Hierbei setzten sich jeweils die in der Setzliste höher rangierten Mannschaften durch. Am Tag darauf folgten die beiden Halbfinals. In das Finale, das am 2. Mai stattfand, zogen mit Texas und Texas A&M die beiden besten Mannschaften der Regular Season ein. Texas setzte sich in einer engen Partie mit 4:3 durch und feierte die erste Meisterschaft seit 2006.
Jean Andersen von der University of Texas wurde nach dem Finale als bester Spieler des Turniers ausgezeichnet.

### Turnierplan
|  | Viertelfinale | Viertelfinale  | Viertelfinale |            |           | Halbfinale | Halbfinale | Halbfinale |  |  | Finale | Finale | Finale |
|  |               |                |               |            |           |            |            |            |  |  |        |        |        |
|  |               |                |               |            |           |            |            |            |  |  |        |        |        |
|  |               |                |               |            |           |            |            |            |  |  |        |        |        |
|  | 1             | Texas          | 4             |            |           |            |            |            |  |  |        |        |        |
|  | 1             | Texas          | 4             |            |           |            |            |            |  |  |        |        |        |
|  |               |                | 4             | Texas Tech | 0         |            |            |            |  |  |        |        |        |
|  | 4             | Texas Tech     | 4             | Texas Tech | 0         | 4          |            |            |  |  |        |        |        |
|  | 4             | Texas Tech     |               |            |           | 4          |            |            |  |  |        |        |        |
|  | 5             | Oklahoma       | 2             |            |           |            |            |            |  |  |        |        |        |
|  |               |                |               |            |           | 1          | Texas      | 4          |  |  |        |        |        |
|  |               | 2              | Texas A&M     | 3          |           |            |            |            |  |  |        |        |        |
|  | 2             | Texas A&M      | 4             |            |           |            |            |            |  |  |        |        |        |
|  | 7             | Oklahoma State | 0             |            |           |            |            |            |  |  |        |        |        |
|  | 7             | Oklahoma State | 0             | 2          | Texas A&M | 4          |            |            |  |  |        |        |        |
|  |               |                |               | 2          | Texas A&M | 4          |            |            |  |  |        |        |        |
|  |               |                | 3             | Baylor     | 1         |            |            |            |  |  |        |        |        |
|  | 3             | Baylor         | 3             | Baylor     | 1         | 4          |            |            |  |  |        |        |        |
|  | 3             | Baylor         |               |            |           |            |            |            |  |  |        |        |        |
|  | 6             | Nebraska       | 0             |            |           |            |            |            |  |  |        |        |        |

## Finale
| Nummer                                                                       | Texas (3)                             | 4:3           | Texas A&M (10)                     |
| ---------------------------------------------------------------------------- | ------------------------------------- | ------------- | ---------------------------------- |
| Datum: 2. Mai 2010, Ort: Austin, Texas, Anlage: Penick-Allison Tennis Center |                                       |               |                                    |
| Doppel                                                                       |                                       |               |                                    |
| Nr. 1                                                                        | Dimitar Kutrowski / Joshua Zavala (6) | 4:8           | Austin Krajicek / Jeff Dadamo (5)  |
| Nr. 2                                                                        | Edward Corrie / Kellen Damico (33)    | 6:8           | Marcus Lunt / Alexei Grigorow (43) |
| Nr. 3                                                                        | Jean Andersen / Wasko Mladenow        | 8:3           | Alberto Bautista / Colin Hoover    |
| Einzel                                                                       |                                       |               |                                    |
| Nr. 1                                                                        | Dimitar Kutrowski (10)                | 6:3, 6:2      | Austin Krajicek (7)                |
| Nr. 2                                                                        | Edward Corrie (20)                    | 7:5, 4:6, 6:3 | Jeff Dadamo (44)                   |
| Nr. 3                                                                        | Kellen Damico (96)                    | 6:72, 5:7     | Alexei Grigorow                    |
| Nr. 4                                                                        | Jean Andersen                         | 6:3, 6:4      | Alexis Klegou                      |
| Nr. 5                                                                        | Joshua Zavala (95)                    | 6:2, 6:1      | Alberto Bautista                   |
| Nr. 6                                                                        | Wasko Mladenow                        | 1:6, 4:6      | Marcus Lunt                        |